# Javorjev Dol
Javorjev Dol je naselje v Občini Gorenja vas - Poljane, kjer glede na večino ozemlja občine predstavlja eksklavo.